# Naissance en 1282
Naissance
- 1278
- 1279
- 1280
- 1281
- 1282
- 1283
- 1284
- 1285
- 1286

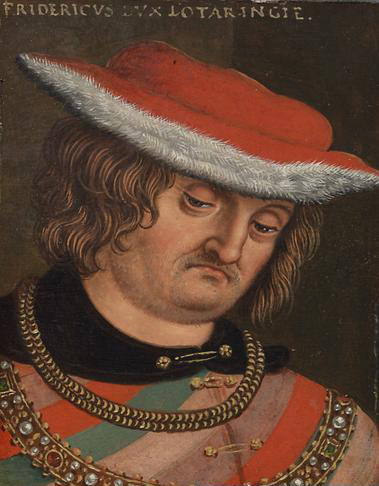
Ferry IV de Lorraine, né en 1282.

Cette page dresse une liste de personnalités nées au cours de l'année 1282 :
- 15 avril : Ferry IV de Lorraine, dit le lutteur, duc de Lorraine.
- 5 mai : Don Juan Manuel de Castille et de Leon, 2e seigneur de Villena, de Escalona et de Penafiel, 1er duc et prince de Villena, 1er duc de Penafiel et d'escalona ; seigneur de Cartagena, de Lorca, de Leche, de Cuellar, de Alcocer, de Salmeron, de Valdeolivas et de Almenara.

- Étienne Maleu, chroniqueur du Limousin
- Rodolphe Ier de Bohême, ou Rodolphe Ier de Habsbourg, dit le Débonnaire, duc d'Autriche (Rodolphe III) et roi de Bohême.
- Alexis II de Trébizonde, empereur de Trébizonde.
- Henri de Sully, grand bouteiller de France, seigneur français, grand trésorier du royaume sous Philippe V.
- Douwa, prince djaghataïde qui règne sur la Transoxiane, puis sur le khanat de Djaghataï tout entier sous la suzeraineté de Qaïdu.
- Louis IV du Saint-Empire, roi des Romains puis couronné empereur des Romains sous le nom de Louis IV.
- Konoe Iehira, noble de cour japonais (kugyō) de l'époque de Kamakura.
- Étienne Aubert, futur pape Innocent VI.
- Ibn Luyun, poète et agronome arabe andalou.
- Erik Magnusson, prince suédois, duc de Södermanland (titré aussi duc de Svealand, de Värmland, duc de Västergötland, de Dalsland  et d'Halland du Nord (sv)).
- Özbeg, prince mongol de la Horde d'or.

## Crédit d'auteurs
- Cet article est partiellement ou en totalité issu de l'article intitulé « 1282 » (voir la liste des auteurs).